# 選舉呈請
選舉呈請（英語：Election Petition）是一個讓人質疑及推翻議會選舉結果的法律程序，在英國、紐西蘭及香港三地採用。
進行選舉呈請必須要有充分理由，例如當選人的候選資格有問題、當選人曾有舞弊或非法行為、選舉普遍存在舞弊或非法行為、或選舉過程出現具關鍵性的欠妥之處，並經由所屬選區的候選人或選民在選舉完結後指定限期內提出，方可獲法庭受理。